# Kanton Les Corbières Méditerranée
Der Kanton Les Corbières Méditerranée (früher Les Corbières Maritimes) ist ein französischer Wahlkreis im Département Aude in der Region Okzitanien. Er umfasst 11 Gemeinden im Arrondissement Narbonne und hat sein bureau centralisateur in Sigean. Bei der landesweiten Neuordnung der französischen Kantone Anfang 2015 blieb der alte Kanton Sigean zunächst unverändert, wurde jedoch mit einem weiteren Erlass zum 1. Januar 2016 in seinen jetzigen Namen umbenannt.

## Gemeinden
Der Kanton besteht aus elf Gemeinden mit insgesamt 23.818 Einwohnern (Stand: 1. Januar 2022) auf einer Gesamtfläche von 298,30 km²:
| Gemeinde                          | Einwohner 1. Januar 2022 | Fläche km² | Dichte Einw./km² | Code INSEE | Postleitzahl |
| --------------------------------- | ------------------------ | ---------- | ---------------- | ---------- | ------------ |
| Caves                             | 879                      | 9,13       | 96               | 11086      | 11510        |
| Feuilla                           | 107                      | 24,12      | 4                | 11143      | 11510        |
| Fitou                             | 1.147                    | 30,25      | 38               | 11144      | 11510        |
| La Palme                          | 1.889                    | 27,47      | 69               | 11188      | 11480        |
| Leucate                           | 4.531                    | 23,55      | 192              | 11202      | 11370        |
| Peyriac-de-Mer                    | 1.191                    | 26,92      | 44               | 11285      | 11440        |
| Portel-des-Corbières              | 1.288                    | 35,10      | 37               | 11295      | 11490        |
| Port-la-Nouvelle                  | 5.882                    | 28,55      | 206              | 11266      | 11210        |
| Roquefort-des-Corbières           | 1.021                    | 45,44      | 22               | 11322      | 11540        |
| Sigean                            | 5.620                    | 35,35      | 159              | 11379      | 11130        |
| Treilles                          | 263                      | 12,42      | 21               | 11398      | 11510        |
| Kanton Les Corbières Méditerranée | 23.818                   | 298,30     | 80               | 1117       | –            |

## Politik
| Vertreter im Departementrat | Vertreter im Departementrat              | Vertreter im Departementrat |
| Amtszeit                    | Namen                                    | Partei                      |
| --------------------------- | ---------------------------------------- | --------------------------- |
| 2015–                       | Henri Martin Marie-Christine Theron-Chet | UD                          |